# Hristo Stoichkov
Hristo Stoichkov (tiếng Bulgaria: Христо Стоичков, sinh 8 tháng 2 năm 1966 tại Plovdiv) là một cựu cầu thủ bóng đá người Bulgaria. Ông là chủ nhân Quả Bóng Vàng năm 1994.

## Sự nghiệp câu lạc bộ

### Sự nghiệp ban đầu
Stoichkov sinh ra ở thành phố Plovdiv.
Stoichkov bắt đầu sự nghiệp bóng đá của mình khi chơi cho câu lạc bộ quê hương Maritsa Plovdiv ở tuổi 11. Năm 1982, ông chuyển đến Hebros Harmanli, ghi được 14 bàn thắng ở giải hạng ba của bóng đá Bulgaria.

### CSKA Sofia
Đầu năm 1985, Stoichkov gia nhập CSKA Sofia. Khi bắt đầu 5 năm ở CSKA, Stoichkov (người sau này trở nên nổi tiếng nóng nảy) đã tham gia vào một vụ ẩu đả trong trận Chung kết Cúp Bulgaria năm 1985, dẫn đến lệnh cấm thi đấu ban đầu suốt đời, sau đó được giảm xuống còn 1 năm treo giò. Ông trở lại với CSKA vào ngày 30 tháng 4 năm 1986, trong chiến thắng 3–1 trên sân khách trước Sliven trong một trận đấu tại Cúp Quân đội Liên Xô. Vào ngày 21 tháng 5, Stoichkov đã mở tỷ số trong trận chung kết của giải đấu với Lokomotiv Sofia, mà CSKA thắng 2–0.
Ông tiếp tục tiến bộ trong giai đoạn 1986–87, trở thành một cầu thủ thường xuyên bên cánh trái của hàng công CSKA. Stoichkov đã nhận được huy chương vô địch bảng A đầu tiên của mình vào cuối mùa giải. Ông ấy đã ghi 6 bàn thắng ở giải đấu mùa đó.
Stoichkov đã giành được Chiếc giày vàng châu Âu với CSKA bằng cách ghi 38 bàn sau 30 trận trong mùa giải 1989–90 nhóm A.

### Barcelona
Sau 5 năm gắn bó với CSKA, Stoichkov chuyển đến Barcelona. Trong mùa giải đầu tiên của mình với câu lạc bộ, Stoichkov đã bị treo giò hai tháng vì giẫm vào chân trọng tài, nhưng anh vẫn ghi được 14 bàn thắng ở giải VĐQG và 6 bàn nữa ở Cúp các nhà vô địch Cúp C1 châu Âu. Anh trở thành một phần trong " Đội bóng trong mơ " của huấn luyện viên Johan Cruyff và giúp Barcelona đạt một trong những kỷ nguyên thành công nhất của câu lạc bộ, vô địch La Liga bốn năm liên tiếp từ năm 1991 đến 1994 và Cúp châu Âu sau khi đánh bại Sampdoria năm 1992.  Trong thời gian ở Barcelona, anh đã trở thành thần tượng của những người hâm mộ câu lạc bộ, và chơi song song với Romário trên hàng công. Stoichkov cũng được biết đến là người đảm bảo Romario tham gia các buổi tập đúng giờ, vì sau này thường mê mệt vào đêm khuya. Stoichkov đã hai lần được vinh danh là Á quân cho Cầu thủ xuất sắc nhất của FIFA vào các năm 1992 và 1994, và anh đã giành được Quả bóng vàng 1994 sau khi dẫn dắt đội tuyển quốc gia của mình vào đến bán kết World Cup 1994.

### Sự nghiệp sau này
Stoichkov sau đó đã có một khoảng thời gian ngắn ở Ý với Parma ghi được tổng cộng bảy bàn thắng và sớm trở lại FC Barcelona, nơi anh ấy chơi cho đến đầu năm 98. Anh cũng có lần thứ hai khoác áo CSKA Sofia vào mùa xuân năm 1998.  Vào tháng 4 năm 1998, anh ký hợp đồng hai trận cho câu lạc bộ Ả Rập Xê Út Al-Nassr giúp họ giành chức vô địch Asian Cup Winners 'Cup. Trong trận bán kết với Kopetdag, anh ấy đã kiếm được một quả phạt đền và kiến tạo để ghi bàn thắng và trong trận chung kết với Suwon Bluewings, anh ấy đã ghi bàn thắng duy nhất ở phút thứ 12. Đối với hai ván đấu đó, Hristo đã nhận được 200.000 đô la. Sau đó anh ấy đã đến Nhật Bản để chơi với Kashiwa Reysol, trước khi kết thúc sự nghiệp của mình tại Hoa Kỳ với Chicago Fire và DC United, giành chức vô địch US Open Cup (và ghi bàn thắng đầu tiên trong trận chung kết) với người cũ.

## Sự nghiệp quốc tế
Stoichkov ra mắt đội tuyển quốc gia Bulgaria trong trận đấu vòng loại UEFA Euro 1988 với Bỉ vào ngày 23 tháng 9 năm 1987. Anh ghi bàn thắng quốc tế đầu tiên trong lần ra sân thứ tư, trong trận giao hữu thất bại 3–2 trước Qatar tại Doha.
Trong lần tham dự FIFA World Cup 1994, Stoichkov đã ghi năm bàn thắng để giúp Bulgaria đủ điều kiện tham dự giải đấu lớn đầu tiên kể từ World Cup 1986. Tại vòng chung kết giải đấu, Stoichkov đã được trao tặng Chiếc giày vàng World Cup với tư cách là cầu thủ ghi nhiều bàn thắng nhất của giải đấu (với Oleg Salenko), với sáu bàn thắng, cũng như giành được giải thưởng Quả bóng đồng. Anh đã dẫn dắt Bulgaria vượt qua Đức trong trận tứ kết 2–1, một kết quả gây sốc khi Đức là nhà đương kim vô địch. Ở vòng bán kết, Bulgaria thua Ý 2–1. Sau đó, họ mất vị trí thứ ba trong trận play-off vào tay Thụy Điển, 4–0.
Bulgaria đứng thứ hai ở vòng loại Euro 1996 sau Đức. Stoichkov đã ghi mười bàn thắng cho đội của mình trong suốt vòng loại, khi Bulgaria lọt vào danh sách một trong sáu đội á quân tốt nhất. Trong trận đấu đầu tiên với Đức tại Sofia, Bulgaria đã bị dẫn trước 2–0 trong hiệp một. Stoichkov gỡ hòa với hai bàn thắng từ chấm phạt đền và Emil Kostadinov cũng ghi bàn ấn định chiến thắng 3–2. Bulgaria đã thua trận thứ hai trước Đức với tỷ số 3–1. Trong trận chung kết, Bulgaria đã thua 3–1 trong trận đấu quyết định ở vòng bảng trước một đội bóng mạnh là Pháp; trong trận đấu còn lại, Tây Ban Nha thắng Romania 2–1 và do đó, người Bulgaria đã ra về. Ở giải đấu đó, Stoichkov ghi ba bàn sau ba trận.
Ông cũng nằm trong đội hình bị loại ngay từ vòng bảng World Cup 1998. Bulgaria gần như không còn mạnh như những năm trước, chỉ kiếm được một điểm trong trận hòa 0–0 trước Paraguay và chỉ ghi được một bàn thắng nhờ công Kostadinov trong trận thua 6–1 trước Tây Ban Nha. Stoichkov từ giã sự nghiệp thi đấu quốc tế vào năm 1999 với 37 bàn thắng sau 83 lần ra sân. Trận đấu cuối cùng của anh ấy là trong Vòng loại Euro 2000 gặp Anh với tỷ số 1-1 và Stoichkov kiến tạo để Georgi Markov ghi bàn gỡ hòa từ quả đá phạt trực tiếp. Trong cùng một trận đấu, anh ấy được thay thế bằng Martin Petrovcho người mà nó đã được ra mắt với màu áo của Bulgaria. Trớ trêu thay, cả hai đều là cầu thủ ghi bàn duy nhất của Bulgaria tại UEFA Euro, Stoichkov là cầu thủ ghi bàn duy nhất vào năm 1996 với 3 bàn thắng trong khi Petrov vào năm 2004 trong trận thua 2-1 trước Ý. Bulgaria đã không thể vượt qua vòng loại Euro 2000 trước Bỉ và Hà Lan sau trận đấu, vì họ cần một chiến thắng để có cơ hội vượt qua vòng loại.
Sau này, ông là huấn luyện viên của đội tuyển quốc gia Bulgaria từ năm 2004 đến tháng 4 năm 2007.

## Phong cách thi đấu
Stoichkov có tốc độ bùng nổ, và là một tiền đạo thuận chân trái sáng tạo, ngoan cường và sung mãn, người chủ yếu được triển khai ở vị trí tiền đạo, nhưng cũng có khả năng chơi ở vai trò sáng tạo, như một tiền vệ tấn công, nhờ khả năng cung cấp các đường kiến tạo cho đồng đội. Anh ấy cũng được sử dụng như một tiền đạo hỗ trợ trong suốt sự nghiệp của mình, hình thành mối quan hệ đối tác tấn công với Romário tại Barcelona, và đôi khi anh ấy chơi ở vị trí tiền vệ cánh phải trong thời gian ở câu lạc bộ, mặc dù anh ấy cũng có khả năng chơi trên bên trái hoặc qua giữa. Trong những năm đầu của mình, anh ấy cũng thường chơi ở vị trí hậu vệ cánh trái. Là một cầu thủ mạnh mẽ, thể chất mạnh mẽ và có năng khiếu kỹ thuật, Stoichkov được biết đến với khả năng tăng tốc bùng nổ, khả năng rê dắt tốc độ, cũng như xu hướng tung những cú sút khó đoán trước khung thành. Là cầu thủ ghi nhiều bàn thắng nhất tại World Cup 1994, anh cũng rất đáng chú ý ở việc thực hiện các quả đá phạt và quả phạt đền, cũng như là một người chuyền bóng và chuyền bóng rất tốt. Người quản lý Dimitar Dimitrov mô tả Stoichkov là "một trong những cầu thủ vĩ đại nhất mọi thời đại" vào năm 2006, và là một cầu thủ có "tâm lý chiến thắng."
Stoichkov đôi khi bị chỉ trích vì tốc độ làm việc của mình, và anh ta cũng nổi tiếng vì tính khí hung hăng của mình trên sân cỏ. Anh ta thường có thể được nhìn thấy tranh cãi với trọng tài, hoặc với đối thủ của mình. Tại Euro 1996, sau trận đấu cuối cùng vòng bảng của Bulgaria với Pháp, anh bị hậu vệ người Pháp Marcel Desailly cáo buộc đã có những nhận xét xúc phạm về chủng tộc của Desailly. Năm 2006, anh bị kiện bởi một cựu sinh viên đại học American University, người bị anh ta đánh gãy chân vì một pha vào bóng thô bạo khi đang chơi trong một trận giao hữu cho DC United năm 2003. Vụ việc được giải quyết ngoài tòa án vào năm 2007 với các điều khoản tài chính không được tiết lộ.  Huấn luyện viên của học sinh gọi thử thách của Stoichkov là "tội phạm". Ray Hudson, người huấn luyện DC United mà Stoichkov đã chơi vào thời điểm đó, gọi đó là một "pha bóng hấp tấp". Sau cuộc điều tra của Major League Soccer (MLS), Stoichkov đã bị treo giò hai trận và phạt 2.000 đô la Mỹ.

## Sự nghiệp huấn luyện
Trong mùa giải 2003–04, Stoichkov bắt đầu sự nghiệp quản lý, làm huấn luyện viên tiền đạo tại Barcelona. Sau khi HLV trưởng đội tuyển quốc gia Bulgaria Plamen Markov từ chức sau khi đội tuyển bị loại khỏi vòng bảng Euro 2004, Liên đoàn bóng đá Bulgaria đã bổ nhiệm ông làm tân HLV trưởng đội tuyển quốc gia vào ngày 15 tháng 7.
Sự nghiệp quản lý của Stoichkov có một khởi đầu tệ hại, khi ông không thể dẫn dắt Bulgaria giành quyền tham dự World Cup 2006. Anh ấy đã mang tính khí tồi tệ của mình từ khi còn là một cầu thủ vào băng ghế dự bị. Một vài cầu thủ đã được chứng minh đã rời đội do những khác biệt cá nhân với Stoichkov. Vụ bê bối đáng chú ý nhất là vào ngày 5 tháng 9 năm 2005, trong một trận đấu với Thụy Điển, nơi anh ta bị đuổi khỏi sân vì xúc phạm trọng tài.
Cú đánh lớn nhất đối với Stoichkov với tư cách là huấn luyện viên của đội tuyển quốc gia Bulgaria xảy ra vào ngày 12 tháng 10 năm 2006, khi Stiliyan Petrov, đội trưởng của đội, tuyên bố anh sẽ không chơi cho Bulgaria nếu Stoichkov còn là huấn luyện viên. Petrov là cầu thủ thứ ba và là đội trưởng thứ hai sau hai năm rời đội vì những khác biệt với Stoichkov. Tuy nhiên, vào ngày 17 tháng 3 năm 2007, Petrov thông báo rằng ông đã có một cuộc trò chuyện riêng với Stoichkov, trong đó họ có thể tìm ra sự khác biệt của họ. Kết quả là, Petrov sẽ trở lại đội.
Vào ngày 10 tháng 4 năm 2007, Liên đoàn bóng đá Bulgaria thông báo họ đã chấp nhận đơn từ chức của Stoichkov với đội tuyển quốc gia. Đó là kết quả của màn trình diễn tệ hại của đội tại chiến dịch vòng loại Euro 2008 đang diễn ra, kéo theo đó là những lời chỉ trích và tranh luận rộng rãi về phẩm chất của huấn luyện viên. Trận đấu cụ thể khiến Stoichkov gia tăng sức ép là trận hòa 0–0 trên sân nhà với Albania (bất chấp việc người Bulgaria nhìn chung kiểm soát thế trận và sút trúng cột dọc hai lần). Ông đã có một thời gian ngắn đáng thất vọng với tư cách là huấn luyện viên tại Celta Vigo, sau đó ông đã bị sa thải sau chuỗi ngày sa sút của đội bóng đã đưa họ xuống hạng dưới của Giải hạng Hai Tây Ban Nha. Vào ngày 8 tháng 10 năm 2007, ông được thay thế bởi cựuHLV của Real Madrid, Juan Ramón López Caro. Vào ngày 12 tháng 3 năm 2009, Stoichkov đã đến thăm sân tập của Manchester City sau khi yêu cầu một chuyến thăm.
Vào ngày 29 tháng 6 năm 2009, Stoichkov chuyển đến Mamelodi Sundown, nơi anh thay Henri Michel.  Vào ngày 16 tháng 3 năm 2010, anh rời Mamelodi Sundown, với cựu huấn luyện viên đội tuyển quốc gia Nam Phi Trott Moloto được chỉ định là người chăm sóc cho đến khi tìm được người thay thế toàn thời gian.
Năm 2011, Liên đoàn bóng đá Việt Nam mời ông Stoichkov về làm HLV trưởng đội tuyển quốc gia Việt Nam;  tuy nhiên, ông đã từ chối vị trí này. Trong mùa giải 2011–12, anh ấy làm cố vấn cho câu lạc bộ Nga Rostov.
Vào tháng 1 năm 2012, Stoichkov được bổ nhiệm làm huấn luyện viên Litex Lovech bên phía Bulgaria, thay thế Lyuboslav Penev, người đã rời đi để trở thành huấn luyện viên của đội tuyển quốc gia Bulgaria. Vào tháng 5 năm 2013, Stoichkov được công nhận là HLV A PFG của mùa giải sau cuộc bầu chọn của các cầu thủ chuyên nghiệp ở giải VĐQG Bulgaria. Vào tháng 6 năm 2013, anh ấy được bổ nhiệm làm huấn luyện viên của cường quốc Bulgaria - và câu lạc bộ cũ - CSKA Sofia,  nhưng đã nghỉ việc một tháng sau đó vì mất niềm tin vào câu lạc bộ đang gặp khó khăn.

## Thành tích

### Câu lạc bộ

#### CSKA Sofia
- Bulgarian First League / Parva liga: 1986–87, 1988–89, 1989–90
- Bulgarian Cup: 1984–85, 1986–87, 1987–88, 1988–89

#### Barcelona
- La Liga: 1990–91, 1991–92, 1992–93, 1993–94
- Copa del Rey: 1996–97
- European Champion Clubs' Cup: 1991–92
- UEFA Super Cup: 1992

#### Al-Nassr
- Asian Cup Winner' Cup: 1997–98

#### Chicago Fire
- US-Cup: 2000

### Cá nhân
- Ballon d'Or: 1994
- Chiếc giày Vàng World Cup: 1994
- Hạng 2 Cầu thủ xuất sắc nhất năm của FIFA 1994
- Đôi giày vàng: 1990
- Cầu thủ xuất sắc nhất Bulgaria: 1989, 1990, 1992, 1994